# 德国铁路225型柴油机车
德国铁路225型柴油机车（德語：DB-Baureihe 225）是德国铁路的一款四轴柴油机车型号。其全数配属于德铁辛克铁路（原称雷力昂，即最初的德铁货运），主要用作货物运输。

## 历史
这一系列的机车是来源于自2001年起通过重编或改造的68台原215型机车。另有6台原218型的试产机车也在2003年及2005年被纳入这一型号，它们被重编为225.8型。
一些原配属德铁区域运输、用于客运服务的215型机车在售予德铁辛克铁路时均拆除了车内的蒸汽供暖装置，因为货运列车并不需要这些设备。相反，这些机车均加装了预热和恒温装置。而大部分重编的机车则仍保留了最初的蒸汽供暖装置，但也有小部分在大修时进行了改造。此外，运营编号为030号至032号的机车也拥有较为特殊的地位，它们在进行重编前便配备了电力供暖装置，并至今仍然保留。所有225型机车都具备双机牵引控制系统，使得它们可以与217型或218型机车重联运行。例如由一台217型机车和一台225型机车搭配运用的情形便经常在因河畔米尔多夫周边发生。
运营编号为023号至029号的机车也拥有特殊的技术特点，它们同样在进行重编前便为满足比利时国家铁路的运营需求而搭载了鳄鱼式自动列车保护装置。此外，225 001号至004号及802至811号机车的运用范围也有所限制，由于缺乏液力制动，它们并不适合在陡峭的山地线路中运行。这些机车的最高速度被限制为130公里/小时。
2011年，225 008号机车在不来梅维修车间装配了一台全新的MTU12缸发动机，它可符合欧盟三号尾气排放标准。通过各种改造措施，例如加装的3台涡轮增压器和冷却的排氣再循環技术，使得机车的氮氧化物排放量大幅降低。此外，柴油碳微粒濾清器的使用也能有效减少90%的颗粒排放物。同时，机车的冷却系统和传动装置也进行了相应的调整。

## 现况
225型机车的中央日常管理机构设于莱比锡，它们分别配属及运用于吉森、洪堡/格伦贝格、科恩韦斯特海姆、比绍夫斯海姆、因河畔米赫尔多尔夫和奥斯特费尔德等地的车辆段。
截至2011年4月，仍有38台225型机车处于运营状态，另有14台机车已封存以及19台机车已退役。

## 未来
德国铁路已在2010年3月公布了采购200台新造干线柴油机车的框架协议。从长远看来，它们将取代余下的215型至225型机车。因此，245型机车也将完全取代225型机车。

## 外链
- Homepage über die V160机车家族及225型机车资讯